# 司法人員推薦委員會
司法人員推薦委員會（英語：Judicial Officers Recommendation Commission）是香港特別行政區負責推薦司法人員（法官及裁判官等）的公營機構，於1997年7月1日根據香港法例第92章《司法人員推薦委員會條例》成立，取代香港主權移交前的司法人員敍用委員會（英語：Judicial Service Commission）。
根據《香港基本法》，司法人員由行政長官根據司法人員推薦委員會建議委任；而終審法院法官及高等法院首席法官的任命還須由行政長官徵得立法會同意。
司法人員推薦委員會由9名人員所組成，由終審法院首席法官擔任當然主席，由律政司司長擔任當然委員，其餘7名則由行政長官委任，當中包括兩名法官、大律師及律師各一名，以及3名與法律執業無關人士。投票採絕大多數制；而所有人對決議均無否決權。

## 外部連結
- 司法人員推薦委員會（页面存档备份，存于）
- 司法人員推薦委員會報告（页面存档备份，存于）